# حدباء آل شبانة (مأرب)

تعديل مصدري - تعديل

حدباء آل شبانة هي إحدى قرى عزلة ال راشد منيف بمديرية مأرب التابعة لمحافظة مأرب، بلغ تعداد سكانها 52 نسمة حسب تعداد اليمن لعام 2004.